# Kanton Rosny-sous-Bois
Der Kanton Rosny-sous-Bois war von 1967 bis 2015 ein französischer Wahlkreis im Arrondissement Bobigny, im Département Seine-Saint-Denis und in der Region Île-de-France. Er war identisch mit der Stadt Rosny-sous-Bois.